# 天然核反应堆
1°23′40″S 13°09′39″E / 1.39444°S 13.16083°E

奥克洛铀矿的地质结构示意图：
1. 核反应区域
2. 砂石
3. 铀矿层
4. 花岗岩

天然核反应堆是指在铀矿层中发现的铀的同位素能够在过去自然发生自持核連鎖反應的一种现象。1956年日裔美籍物理学家黑田和夫预言了在某种条件下存在天然核反应堆的可能性。这种现象由法国物理学家弗朗西斯·佩兰于1972年在非洲加蓬的奥克洛发现。这些天然核反应堆的自然条件与先前的预言非常相似。
奥克洛是目前世界上唯一已知的曾經自然发生自持的核連鎖反應的地方，共有16处。从大约20亿年以前开始反应，断断续续反应几十万年，在此期间平均输出功率为100千瓦。

## 历史
1953年美国曾有人研究沥青铀矿时做过一个粗略的预测，认为20亿年前，当铀235的丰度是3%时，沉积的铀矿更接近于能运行的反应堆。1956年黑田和夫则进一步预言，如果核反应所需的浓度、可能发生的过去时间以及铀235与铀238的比率都满足的话，自发的核反应可能在自然界发生。但是他并不认为地球上能够找到同时满足这些特殊条件的地方。
1972年6月2日，在法国皮埃尔拉特核燃料再处理厂工作的布兹盖博士（Dr. Bouzigue）用常规的质谱分析法对六氟化铀样本的分析发现，来自奥克洛河附近铀矿中铀235与铀238两种同位素的比例失常，正常情况下，铀235的自然丰度是0.7202±0.0006%，而奥克洛的铀235自然丰度是0.7171±0.0007%，少了约0.003%。为了防止可以用作核武器的铀235被偷窃，法国原子能委员会进行了调查，但是所有的环节都没有发现问题，而且自从1970年开始开采奥克洛铀矿以来，所有来自这里的铀矿样本都显示铀235略少了一点。
进一步调查发现，奥克洛铀矿的矿层中含有30多种核連鎖反應的副产物。副产物之一的钕，其同位素钕142不是裂变产生的，从而可以确定奥克洛铀矿中自然钕在核反应开始之前的丰度，进而确定核反应的效果和时间。最后认为由于奥克洛特殊的地质条件导致了从20亿年前开始的天然核反应。
为了作进一步的地质化学调查，奥克洛铀矿的开采在1972年暂停了一段时间。最后在奥克洛发现了14座已经停止了核反应的古反应堆遗址，另外还在奥克洛南边的班贡贝发现了一座。
在非洲和美国科罗拉多的其他遗址也发现了铀235不足的现象，但是都还没有确认它们是天然核反应引起的。

## 裂變產物釹和釕的同位素特徵
釹和釕兩種元素同位素丰度的異常可以證明自持性裂變核反應曾在奧克洛鈾礦發生。

### 釹

天然釹和奧克洛鈾礦釹的同位素特徵對比

奧克洛鈾礦釹的同位素特徵不同于地球其他地方的釹元素。比如，正常的釹元素含有27.2%的142
Nd
和12.2%的143
Nd
。但在奧克洛樣品中，142
Nd
的含量低於6%，143
Nd
的含量卻很高。奧克洛鈾礦釹的142
Nd
丰度低於天然釹，是因為142
Nd
的前体142
Ce
是個長壽核素，在奧克洛天然反應堆停堆后尚未完全轉變成142
Nd
。

### 釕

天然釕和奧克洛鈾礦釕的同位素特徵對比

奧克洛鈾礦釕的同位素特徵不同于地球其他地方的釕元素：其99
Ru
的丰度（27-30%）遠遠超出天然釕中99
Ru
的丰度（12.7%）。這是因爲100
Ru
的前体100
Mo
是個長壽核素，在奧克洛天然反應堆停堆后沒有時間完全轉變成100
Ru
，導致100
Ru
丰度偏低。

## 天然核反应堆的机理
在大约20亿年前，地球上的铀235相对丰度在3%左右，在特殊的条件下，正好能够启动核連鎖反應。奥克洛铀矿源于地球形成时沉积在地壳中的铀。经过不断的剧烈地质活动，富铀矿层在花岗岩顶部的砂石层内偶然沉积。又经过数百万年，铀矿层顶部近1千米厚的砂石层被冲刷掉。花岗岩呈45°倾斜，这使得斜坡底部雨水和铀氧化物堆积。20亿年前恰好蓝绿藻开始生长，它们通过光合作用增加了水中的氧含量，并使一些铀变成了可溶的氧化物。
当可溶解铀的浓度达到10%后，核反应便能够启动，这个临界状态开始于18.4±0.7亿年。为了不让能够保持反应的中子逃逸，矿层至少需要0.5米厚。同時，铀235自發裂變時產生快中子，而铀235要進行鏈式反應，需要吸收熱中子。要將快中子的速度降低下來，就需要中子減速劑。液態水正好充當了這個角色。當自持性鏈式反應開始時，反應堆溫度升高（大多数研究者认为反应堆的温度应当在200-400℃之间），水被汽化，熱中子的數量下降使核反應速度下降。於是反應堆溫度降低，水蒸气又凝结为液態水，熱中子的數量上升，再次引發自持性鏈式反應。就这样，水作为核反应的缓冲剂，以稳定的自我调节方式，使核連鎖反應断断续续的间歇进行了近100万年。核反應最终停止之前，連鎖反應的持续时间变化不定，从几年到几千年，反应堆的运作寿命跨度是22.9±7万年。在奥克洛矿层范围内的6个地址共有约1吨铀235被裂变掉。

## 与精细结构常数的关系
奥克洛天然核反应堆已被用来检验过去20亿年來精细结构常数α是否发生改变的可能性。因为α能够影响到各种核反应的速度。例如钐149俘获一个中子生成钐150和一个光子的反应，α对中子的俘获率会产生影响。从奥克洛铀矿样本中取得两种钐同位素的比值就可以计算20亿年前的α值。大部分对此的研究认为现在的α值与20亿年以前相比没有变化 ，或者说只允许没有变化。
但是另一方面，数据样本的质量和反应堆温度的不确定性使得还不能完全排除α值发生变化的可能性。此外，考虑到范围广泛的各种理论中，假设电磁力和强作用力的常数按照某种方式变化（例如带有额外维度空间的卡卢察-克莱因理论，它预言α和强作用力与随时间变化的额外维度空间的平均直径的-2次方成比例），α值发生变化的可能性也不能排除。

## 科幻中的天然核反应堆
在地球上发现的天然核反应堆使人幻想其他星球说不定也可能存在同样的现象。天文学家弗莱德·霍伊尔在其科幻小说《哈雷彗星》(Comet Halley)中，讲述彗星上的生命如何依靠彗核内的天然核反应发展的故事。